# 프랑스령 폴리네시아의 문장

프랑스령 폴리네시아의 문장

프랑스령 폴리네시아의 문장은 폴리네시아를 상징하는 문장이다.
이 문장은 태양처럼 묘사된 아우트리거(선박, outrigger)가 중심에 있는 바다 배경이 그려졌으며, 원반형 문장으로 구성되어있다.
키리바시의 국장과 같은 지역의 다른 문장과 유사하다.

## 같이 보기
- 프랑스령 폴리네시아의 기